# No Regrets (album de Faye Wong)
Pour les articles homonymes, voir No Regrets.
 (mars 2023).
Si vous disposez d'ouvrages ou d'articles de référence ou si vous connaissez des sites web de qualité traitant du thème abordé ici, merci de compléter l'article en donnant les références utiles à sa vérifiabilité et en les liant à la section « Notes et références ».
Albums de Faye Wong
Coming Home
(1992) 100 000 Whys
(1993)
No Regrets (Cantonais: 執迷不悔 ; Jap mai bat fui — romanisation Yale) est le cinquième album de Faye Wong. Il est sorti en février 1993 chez le label Cinepoly.

## Titres
1. Enkindled Beauty (紅粉菲菲)
2. No Regrets (執迷不悔) (mandarin)
3. Cute Eyes (可愛眼睛)
4. Seasonal Gale (季候風)
5. No More Games (不再兒嬉)
6. I Will Always Cherish You and I (我永遠珍惜你我)
7. Love Rival (情敵)
8. Beginning From Tomorrow (從明日開始)
9. Half Drunken Night (夜半醉)
10. No Regrets (執迷不悔) (cantonese)